# Janna van Kooten
Janna van Kooten (* 14. August 2004 in Niekerk) ist eine niederländische Schwimmerin. Sie gewann bis März 2024 bei Weltmeisterschaften auf der 50-Meter-Bahn eine Goldmedaille. Auch bei Europameisterschaften siegte sie einmal.

## Sportliche Karriere
Janna van Kooten schied bei den  Europameisterschaften 2022 in Rom über 200 Meter und über 400 Meter Freistil im Vorlauf aus. Die 4-mal-200-Meter-Freistilstaffel mit Imani de Jong, Janna van Kooten, Lotte Hosper und Silke Holkenborg schwamm die zweitschnellste Vorlaufzeit hinter den Ungarinnen. Im Finale siegten Imani de Jong, Silke Holkenborg, Janna van Kooten und Marrit Steenbergen und schwammen dabei sieben Sekunden schneller als im Vorlauf. Zweite wurden die Britinnen vor den Ungarinnen. 2023 bei den Weltmeisterschaften in Fukuoka wurde Janna van Kooten 15. im Halbfinale über 200 Meter Freistil. Die 4-mal-200-Meter-Freistilstaffel mit Janna van Kooten, Imani de Jong, Silke Holkenborg und Marrit Steenbergen belegte den sechsten Platz. Bei den Weltmeisterschaften 2024 in Doha schwamm die 4-mal-100-Meter-Freistilstaffel mit Kim Busch, Milou van Wijk, Janna van Kooten und Kira Toussaint die viertschnellste Vorlaufzeit. Im Finale waren Kim Busch, Janna van Kooten, Kira Toussaint und Marrit Steenbergen fast vier Sekunden schneller und siegten mit 0,32 Sekunden Vorsprung vor den Australierinnen. Über 200 Meter Freistil wurde van Kooten 16. im Halbfinale. Die 4-mal-200-Meter-Freistilstaffel mit Imani de Jong, Silke Holkenborg, Marrit Steenbergen und Janna van Kooten erreichte das Finale und schwamm auf den siebten Platz. Bei den Olympischen Spielen in Paris schied die niederländische 4-mal-200-Meter-Freistilstaffel mit Janna van Kooten, Imani de Jong, Silke Holkenborg und Marrit Steenbergen im Vorlauf als 12. aus.